# 247
| 247                |
| ------------------ |
| Dødsfald - Fødsler |
|                    |

| Gregoriansk kalender | 247 CCXLVII             |
| Ab urbe condita      | 1000                    |
| Armensk kalender     | I/T                     |
| Kinesiske kalender   | 2943 – 2944 丙寅 – 丁卯 |
| Etiopisk kalender    | 239 – 240               |
| Jødisk kalender      | 4007 – 4008             |
| Hindukalendere       |                         |
| - Vikram Samvat      | 302 – 303               |
| - Shaka Samvat       | 169 – 170               |
| - Kali Yuga          | 3348 – 3349             |
| Iransk kalender      | 375 BP – 374 BP         |
| Islamisk kalender    | 387 BH – 386 BH         |

Se også 247 (tal)